# Delias ennia
Delias ennia is een vlindersoort uit de familie van de Pieridae (witjes), onderfamilie Pierinae.
Delias ennia werd in 1867 beschreven door Wallace.